# Franc Talanyi
Franc Talanyi-Očka (roj. Franc Temlin, madžarsko Talányi Ferenc, prekmursko Ferenc Talanji), slovenski pisatelj, pesnik, novinar in partizan, * 23. maj 1883, Brezovci, Puconci, † 9. junij 1959, Murska Sobota.
Rodil se je v evangeličanski kmečki družini, njegova starša sta bila Mihael Temlin in Katarina Franko. Osnovno šolo je končal v Puconcih. V mladosti je bil pristaš madžarizacije, zato je pomadžaril svoje ime v Ferenca Talányija.
V mladih letih je sestavil prekmurski koledar Dober pajdás, s katerim je propagiral in zagovarjal madžarizacijo Slovencev na Ogrskem.
V Budimpešti je študiral gostinstvo, kasneje je odšel v Nemčijo in v Berlinu  nadaljeval študij gostinstva. Obiskoval je tudi večerno likovno šolo. Pred prvo svetovno vojno je bil zaposlen na Madžarskem. V Budimpešti je spoznal svojo bodočo ženo Szerafin Reigli, s katero sta imela štiri otroke.
V Madžarski sovjetski republiki je postal član Komunistične Partije v Budimpešti, leta 1919 sodeloval v revoluciji ter pri ustanavljanju Madžarske sovjetske republike pod vodstvom Béle Kuna, ki je trajala le nekaj več kot štiri mesece. Še naprej je podpiral madžarizacijo, saj so madžarski komunisti verjeli, da v internacionalizmu ne bo manjšin, vsak bo složno Madžar. Ko je Madžarska sovjetska republika propadla, se je Talanyi preselil na Štajersko. Živel je v Vidmu (danes Sveti Jurij ob Ščavnici), Ormožu in na Kapeli. Večinoma je delal v Gornji Radgoni, nekaj časa je bil tudi radgonski župan.
V Murski Soboti je bil urednik Prekmurskega glasnika, Našega slovenskega koledarja (skupaj z Jožefom Kološo) in  tudi urejal Dober pajdás. V tem času se je distanciral od madžarizacije in začel podpirati širjenje slovenskega knjižnega jezika namesto prekmurščine, zato je začel pisati Dobrega pajdaša v slovenščini. Delal je tudi kot amaterski slikar in naslikal 40 olj na platno.
Leta 1930 je razkril svojo komunistično preteklost, zato so ga v Lepoglavi zaprli v ječo. Leta 1941 je madžarska vojska okupirala Prekmurje. Takrat je Talanyi spet začel pisati Dobrega pajdaša v prekmurščini (do leta 1943). Talanyi se je tik pred izbruhnom vojne s Kapele, kjer je tedaj bival, umaknil v Mursko Soboto in se kasneje vključil v NOB ter kot ilegalec nosil partizansko ime Očka. V partizanih je pisal pesmi v madžarskem in slovenskem jeziku.
Januarja 1945 je bil aretiran in na madžarskem vojnem sodišču obsojen na devet let zapora, ki ga je do konca vojne prestajal najprej na Madžarskem, nato v Nemčiji.
Franc Talanyi je eden od najbolj protislovnih oseb v zgodovini Prekmurja. V Jugoslaviji je bil spoštovan, čeprav je pred drugo svetovno vojno podpiral kulturno in politično asimilacijo Slovencev na Madžarskem.
Njegova hči Lea je izdala očetov rokopis Partizani ob Muri. Na RTV Slovenija je v treh delih sodelovala v oddaji "Spomini".